# Aiteta truncata
Aiteta truncata är en fjärilsart som beskrevs av Walker 1858. Aiteta truncata ingår i släktet Aiteta och familjen trågspinnare. Inga underarter finns listade i Catalogue of Life.